# Мердок, Патрик
Па́трик Джон Ме́рдок (10 июня 1850, Абердин — 1 июля 1940) — шотландско-австралийский пресвитерианский священнослужитель.

## Биография
После окончания Абердинского университета и Нового колледжа в Эдинбурге Мердок служил пастором Свободной церкви Шотландии. В 1878 году он был рукоположен. Кризис Свободной церкви в Шотландии 1880-х годов побудил его принять призыв от пресвитерианской церкви Западного Мельбурна. Он переехал с частью своих родственников в тогдашнюю колонию Виктория. В 1887 году он был призван в Троицкую церковь в Кэмбервелле, Мельбурн, и работал там до 1928 года. С 1898 по 1899 год он был председателем Генеральной ассамблеи (модератором) пресвитерианской церкви Виктории, с 1905 по 1906 год — модератором пресвитерианской церкви Австралии.
Мердок написал несколько богословских сочинений. Среди его друзей были премьер-министры Эндрю Фишер, Альфред Дикин и Роберт Мензис.
Мердок женился на Энни Браун (1856–1945) в 1882 году. В браке родились дочь и трое сыновей, в том числе Кит Мердок, отец Руперта Мердока.

## Публикации
- Sidelights on the Shorter Catechism. 2. Auflage. Arbuckle, Waddell & Fawckner, Melbourne 1908. 3. Auflage 1918.
- Why am I a Presbyterian? H. Thacker, Geelong, ohne Jahr (191-?).
- The central doctrines of the Christian faith. Lothian Book Publishing Co., Melbourne / Sydney 1915.
- The laughter and tears of God and other war sermons. Arbuckle, Waddell & Fawckner, Melbourne 1915.
- Christianity what can be put in its place? Presbyterian Church of Victoria and Tasmania, Melbourne 1920.